# Dominik Andreas von Kaunitz-Rietberg-Questenberg
Dominik Andreas von Kaunitz-Rietberg-Questenberg (ur. 30 marca 1739 w Wiedniu, zm. 26 listopada 1812 tamże) – austriacki szlachcic, urzędnik dworu cesarskiego i dyplomata.

## Życiorys
Urodził się w 1737 roku w Wiedniu, pochodził z morawskiej rodziny szlacheckiej. Był trzecim synem Wenzela Antona von Kaunitza i Marii Ernestine von Starhemberg. W 1762 roku ożenił się z hrabianką Bernardine von Plettenberg-Wittem. Para miała troje dzieci: Marię Theresię Aloisię (1763–1803), Marię Antonię (1765–1805) i Aloysa Wenzela (1774–1848).
Pod warunkiem powiązania nazwiska rodowego i herbu jego ciotka Maria Antonia von Questenberg i jej mąż Johann Adam von Questenberg wyznaczyli go na dziedzica majątku Questenberg. Należały do niego pałac Questenberg w Wiedniu i pałac w Jaroměřicach nad Rokytnou (niem. Jarmeritz). Od 1761 roku nazywał się więc Kaunitz-Rietberg-Questenberg. Po śmierci starszego brata Ernesta Krzysztofa w 1797 roku odziedziczył tytuł księcia Rietbergu. Po jego śmierci w 1812 roku tytuł przeszedł na jego syna Aloysa Wenzela, ostatniego księcia Rietbergu.
Służył jako ambasador Cesarstwa Austrii w Madrycie w latach 1774–1776 i 1779–1780. W 1792 roku cesarz przyznał mu Order Złotego Runa.